# Cerkiew św. Aleksandra Newskiego w Wiercieliszkach
Cerkiew św. Aleksandra Newskiego – prawosławna cerkiew parafialna w Wiercieliszkach. Należy do dekanatu skidelskiego eparchii grodzieńskiej i wołkowyskiej Egzarchatu Białoruskiego Patriarchatu Moskiewskiego.

## Historia
Cerkiew została zbudowana z cegły w latach 1843–1854 według planu architekta J.M.Fadrona, z funduszy ówczesnego zarządcy majątku w Wiercieliszkach, szlachcica o nazwisku Świeczyna. Zastąpiła ona budowlę drewnianą, której początki sięgały XIV wieku. Konsekracja cerkwi miała miejsce 12 września 1854, wkrótce powstała przy niej szkoła parafialna, dla której w 1864 wybudowano oddzielny murowany budynek (obecnie mieści się w nim stolarnia). W latach 30. XX wieku władze polskie planowały zburzenie świątyni, ale poprzestano na rozbiórce dzwonnicy, którą wkrótce odbudowano ze środków parafian. 
W pierwszych latach XXI wieku świątynia została gruntownie wyremontowana, odnowiono elewację oraz wnętrze, odrestaurowano ikonostas oraz wyremontowano dach, który pokryto blachą ocynkowaną.

## Architektura
Świątynia została zbudowana na planie prostokąta i przykryta dwuspadowym dachem. Fasadę stanowi sześciokolumnowy portyk z trójkątnym przyczółkiem. Nad nim znajduje się prostokątna wieżyczka pełniąca funkcję dzwonnicy, zwieńczona ośmiobocznym dachem hełmowym, nad którym znajduje się niewielka kopułka, a na niej krzyż. W płaskich elewacjach bocznych umieszczono prostokątne otwory okienne otoczone profilowanymi opaskami, nad którymi umieszczono gzymsy z motywami akantu. W środkowej części ściany prezbiterium znajduje się łukowate okno, a poniżej wejście do zakrystii. Wewnątrz znajduje się XIX-wieczny ikonostas przedstawiający Proroka Eliasza, darczyńcami w 1893 byli dawni właścicieli wsi Rydzele Ilia i Natalia Głowaccy. 
Obok cerkwi znajduje się kamienny pomnik nagrobny księdza Iwana Pietrowicza Gaszunina, który zmarł w 1891.